# 2020er
Portal Geschichte | Portal Biografien | Aktuelle Ereignisse | Jahreskalender | Tagesartikel

◄ |
20. Jh. |
21. Jahrhundert

◄ |
1990er |
2000er |
2010er |
2020er
| 2030er | 2040er

2020 |
2021 |
2022 |
2023 |
2024 |
2025 |
2026 |
2027 |
2028 |
2029
Die 2020er-Jahre (kurz Zwanzigerjahre oder 20er-Jahre) haben am 1. Januar 2020 begonnen und enden am 31. Dezember 2029. Sie sind das aktuelle Jahrzehnt.
Zu Beginn des Jahrzehnts führte die Verbreitung des zuerst lokal in der chinesischen Stadt Wuhan aufgetretenen Coronavirus SARS-CoV-2 zur COVID-19-Pandemie mit weltweit weitreichenden Folgen für Gesellschaft, Wirtschaft und Sport. Um die Ausbreitung von SARS-CoV-2 zu verlangsamen, kam es fast in allen Ländern weltweit zu Einschränkungen im gesellschaftlichen Leben. Es wurden staatlich neuartige Hygieneverordnungen durchgesetzt, wie die räumliche Distanzierung, die Vorschrift zum Tragen von Schutzmasken und ein Herunterfahren des öffentlichen Lebens, welche zeitweise Schließungen von Bildungseinrichtungen, nicht lebensnotwendigen Geschäften und das Aussetzen touristischer Reisen beinhaltet. Auch wurden 2020 zahlreiche Großveranstaltungen, unter anderem die Olympischen Spiele, die Fußball-Europameisterschaft und die Expo in Dubai um ein Jahr verschoben. Das Ausbildungs- und Arbeitsleben verlagert sich in den digitalen Bereich, wo ersatzweise zum Präsenzdienst Angebote wie „Home-Office“ und Videokonferenzen eingesetzt werden. Ab Ende 2020 lief eine globale Impfkampagne mit verschiedenen COVID-19-Impfstoffen an, von denen bis Mai 2022 mehr als 10 Milliarden Impfdosen verabreicht wurden. Bis dahin gab es über 500 Millionen bestätigte Infektionen, die mehr als 6 Millionen Menschen nicht überlebten.
Am 24. Februar 2022 begann der russische Überfall auf die Ukraine, auf den vor allem die USA und die EU mit weitreichenden Wirtschaftssanktionen gegen Russland reagierten.
Aufgrund der steigenden Durchschnittstemperaturen und ungewöhnlicher Wetterereignisse mit dramatischen Folgen werden die Maßnahmen gegen den Klimawandel drastisch beschleunigt, unter anderem der Ausstieg aus der fossilen Energie und Verbot von Verbrennerfahrzeugen. Norwegen wird 2025 als erstes Land der Welt nur noch Elektroautos neu zulassen.
Schätzungen zufolge wird sich das Bevölkerungswachstum in Indien in den nächsten Jahrzehnten kaum abschwächen; damit löste Indien die Volksrepublik China 2023 als bevölkerungsreichstes Land der Erde ab.
Mit dem Start des Chatbots ChatGPT im November 2022 wird Künstliche Intelligenz einer breiten Masse an Internetbenutzern zugänglich.

## Vorsätze
- Dekade der bäuerlichen Kleinstbetriebe (UNO), 2019–2028
- Dekade der Meeresforschung für nachhaltige Entwicklung (UNO), 2021–2030
- Dekade der indigenen Sprachen (UNO), 2022–2032

## Ereignisse (teilweise voraussichtlich)

### Politik
- 2020: 3. Januar: Tötung Qasem Soleimanis durch einen amerikanischen Militäreinsatz im Iran, daraufhin landesweite Proteste gegen die USA.
- 2020: 25. Januar: In Frankreich wird die erste SARS-CoV-2-Infektion in Europa bestätigt.[2]
- 2020: 30. Januar: Die Weltgesundheitsorganisation stuft den COVID-19-Ausbruch zur „Gesundheitlichen Notlage internationaler Tragweite“ ein.[3]
- 2020: 31. Januar: Austritt des Vereinigten Königreichs aus der Europäischen Union
- 2020: 27. März: Nordmazedonien tritt als 30. Mitglied der NATO bei.
- 2020: 27. Mai: Beginn der Unruhen in Minneapolis, nachdem der unter Fentanyl stehende Afroamerikaner George Floyd zuvor, unbewaffnet von einem Polizisten getötet wurde.[4]
- 2020: 12. Juli: Eskalation im Krieg um Bergkarabach, der erst am 10. November endet.
- 2021: 6. Januar: Sturm auf das Kapitol in Washington, D.C.
- 2021: 13. April: US-Präsident Joe Biden entscheidet den bedingungslosen Rückzug der US-Truppen aus Afghanistan bis spätestens zum 11. September 2021.
- 2021: Mai: Israel-Gaza-Konflikt
- 2021: 15. August: Die Taliban bringen weite Teile Afghanistans, darunter die Hauptstadt Kabul unter ihre Kontrolle.
- 2022: Januar: Proteste in Kasachstan führen zum Rücktritt des Kabinetts Mamin.
- 2022: Februar: Eskalation des Ukrainekonflikts und Einmarsch Russlands
- 2022: 16. September: Der Todesfall Mahsa Amini führt zu landesweiten Protesten gegen das Regime der Islamischen Republik Iran und sorgt weltweit für Aufsehen.
- 2023: 1. Januar: Kroatien wird Mitglied der Eurozone und des Schengen-Raums.
- 2023: 4. April: Finnland tritt als 31. Mitglied der NATO bei. Ein Jahr darauf folgt Schweden.

Regierungswechsel
- 2020: 7. Januar: Angelobung der Bundesregierung Kurz II in Österreich, einer Koalitionsregierung bestehend aus der Österreichischen Volkspartei und den Grünen.
- 2020: 9. August: Nach dem umstrittenen Sieg Aljaksandr Lukaschenkas bei der Präsidentschaftswahl in Belarus kommt es zu den größten Massenprotesten in der Geschichte von Belarus.
- 2020: 3. November: Die Präsidentschaftswahl sowie die Senatswahlen und die Wahlen zum Repräsentantenhaus in den Vereinigten Staaten finden statt. Joe Biden wird zum 46. Präsidenten der Vereinigten Staaten gewählt.
- 2021: 20. Januar: Joe Biden wird zum 46. Präsidenten der Vereinigten Staaten von Amerika vereidigt.
- 2021: 8. Dezember: Olaf Scholz wird deutscher Bundeskanzler.
- 2022: 6. September: Liz Truss wird Premierministerin des Vereinigten Königreichs.
- 2022: 8. September: Tod von Königin Elisabeth II. Neuer König ist Charles III.
- 2022: 24. Oktober: Rishi Sunak wird Premierminister des Vereinigten Königreichs.
- 2024: 5. Juli: Keir Starmer wird Premierminister des Vereinigten Königreichs.
- 2024: 8. Dezember: Der syrische Staatschef Baschar al-Assad gibt infolge der militärischen Niederlage seiner Regierungstruppen 13 Jahre nach Beginn des Bürgerkriegs in Syrien sein Amt auf.
- 2025: 20. Januar: Donald Trump wird nach seinem Sieg bei der Präsidentschaftswahl 2024 für seine zweite Amtszeit als US-Präsident vereidigt.
- 2025: 6. Mai: Friedrich Merz wird deutscher Bundeskanzler.

### Wirtschaft
- 2020: Infolge der COVID-19-Pandemie kommt es zur Wirtschaftskrise 2020–2021.
- 2020: Bulgarien und Kroatien treten am 10. Juli dem Wechselkursmechanismus II bei.

### Katastrophen

Das Coronavirus SARS-CoV-2 legt 2020 weite Teile des öffentlichen Lebens lahm.

- 2020: Die Buschfeuer in Australien halten im Januar an.
- 2020: Am 8. Januar sterben beim Abschuss eines Flugzeugs der Ukraine International Airlines in Teheran 176 Menschen.
- 2020: Beim Erdbeben in der Türkei am 24. Januar 2020 mit der Stärke 6,7 sterben 41 Menschen; über 1600 werden verletzt. Das Epizentrum befindet sich in der Provinz Elazığ.
- 2020: Am 22. März ereignet sich ein Erdbeben bei Zagreb. Es fordert ein Menschenleben und siebzehn Verletzte.
- 2020: Die fortschreitende weltweite Verbreitung der COVID-19-Pandemie versetzt die Gesundheitssysteme weltweit in Alarmbereitschaft.
- 2020: Bei Tornados und schweren Stürmen in den USA sterben am Ostersonntag 32 Menschen. In mehr als 1,3 Millionen Haushalten fiel der Strom aus.
- 2020: Das Horn von Afrika und Pakistan werden von einer der schlimmsten Heuschreckenplagen seit Jahrzehnten heimgesucht.
- 2020: In Beirut ereignet sich am 4. August im Hafen eine Explosionskatastrophe.
- 2021: Ab Mai kommt es zu einer Reihe starker Hitzewellen in Osteuropa und Sibirien, im Juni zu einer massiven Hitzewelle in Nordamerika, einhergehend mit zahlreichen Waldbränden (darunter in Kalifornien) und hunderten Todesopfern, weiters im Laufe des Sommers zu einer Hitzewelle und Waldbränden in Südeuropa und der Türkei. Im Juli führen starke Unwetter zu schweren Überschwemmungen durch das Hochwasser in West- und Mitteleuropa und das Hochwasser in Henan (China).
- 2023: 6. Februar: Durch zwei schwere Erdbeben insbesondere in den türkischen Provinzen Kahramanmaraş und Gaziantep sowie im Norden Syriens stürzen zehntausende Gebäude ein. Dadurch sterben mehr als 56.000 Menschen und mehr als 110.000 werden verletzt. Laut WHO handelt es sich um die schwerste Naturkatastrophe in Europa seit einem Jahrhundert.

### Terroranschläge
- 2020: Am 19. Februar sterben bei einem rechtsextremen Terroranschlag in Hanau elf Menschen.
- 2020: Im Pariser Vorort Conflans-Sainte-Honorine wird am 16. Oktober der Lehrer Samuel Paty von einem islamistischen Attentäter enthauptet.
- 2020: Am 2. November ereignet sich in Wien ein islamistischer Terroranschlag.
- 2023: Am 7. Oktober ereignet sich der Terror-Angriff der Hamas auf Israel.

### Soziales
- 2020: 31. Oktober: Eröffnung des Flughafens Berlin Brandenburg (BER)
- 2023: 15. April: Deutschland steigt vollständig aus der Stromerzeugung mittels Kernenergie aus. Die letzten drei deutschen Kernkraftwerke (Isar 2, Emsland und Neckarwestheim 2), alles Konvoi-Druckwasserreaktoren mit jeweils rund 1400 Megawatt Leistung, werden endgültig abgeschaltet und zurückgebaut.
- 2026: Eröffnung von Stuttgart 21 und der damit verbundenen Neubaustrecke Wendlingen–Ulm
- 2026: Fertigstellung der Sagrada Família im 100. Todesjahr des Architekten Antoni Gaudí in Barcelona nach 144 Jahren Bauzeit
- 2028: Der Pachtvertrag über den Moldauhafen in Hamburg läuft aus.

### Technik und Wissenschaft

#### Physik und Raumfahrt

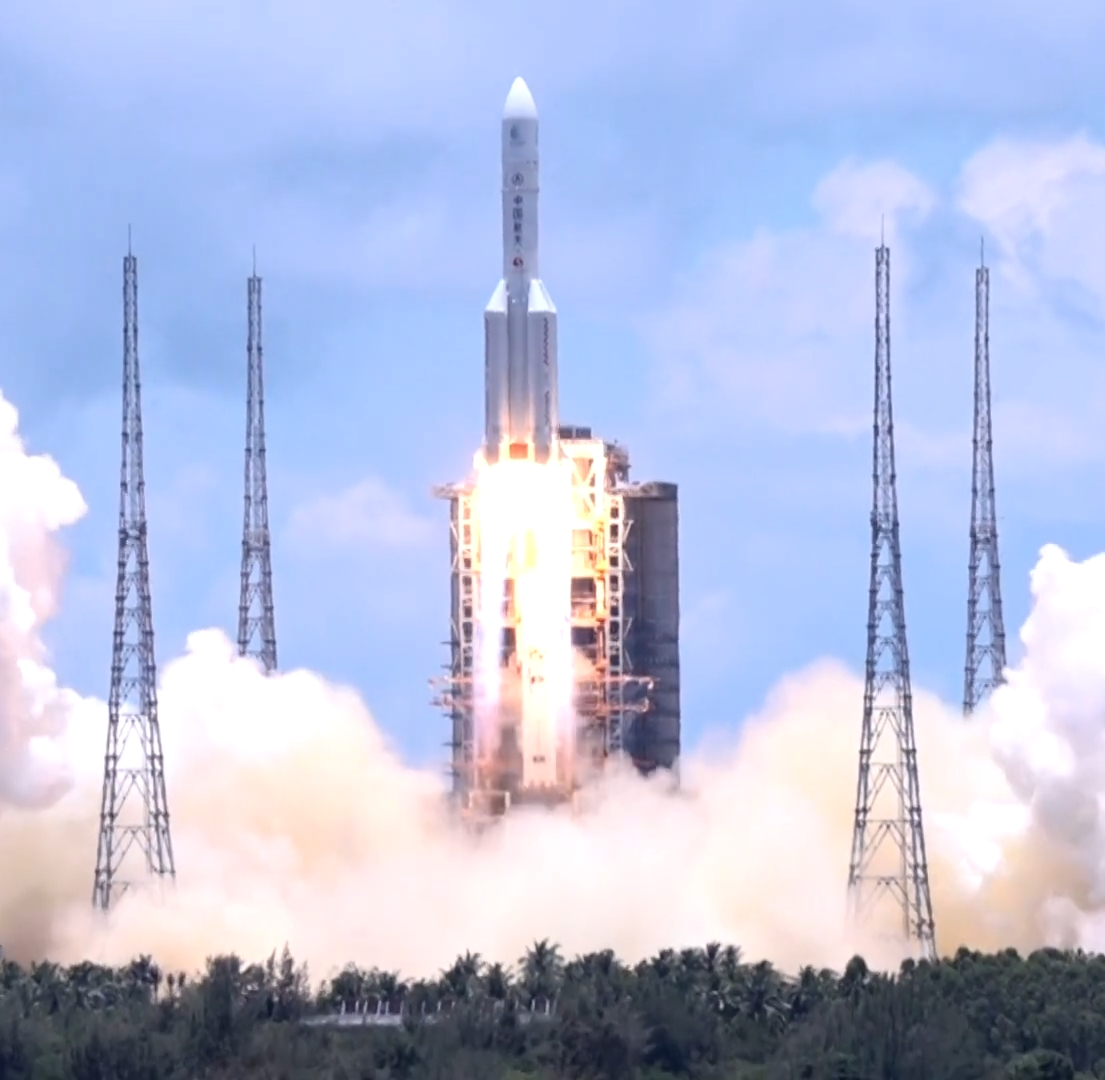
Start von Tianwen-1 am 23. Juli 2020

- 2020: Am 19. Juli bricht die Raumsonde al-Amal der Vereinigten Arabischen Emirate zum Mars auf. Vier Tage darauf folgt ihr die chinesische Sonde Tianwen-1 und am 30. Juli startet die Sonde Mars 2020 der NASA.
- 2021: Am 25. Dezember wird das James-Webb-Weltraumteleskop mit einer Ariane-5-Rakete vom Raumfahrtzentrum Guayana ins Weltall befördert.

#### Forschung und Technik
- 2022: Der Chatbot ChatGPT ist seit 30. November der Öffentlichkeit zugänglich.

### Religion
- 2020: Nach einem positiven Gerichtsbeschluss wird die Hagia Sophia seit dem 24. Juli wieder als Moschee genutzt.
- 2022: 31. Dezember: Der emeritierte Papst Benedikt XVI. stirbt in der Vatikanstadt.
- 2025: 21. April: Papst Franziskus stirbt in der Vatikanstadt.
- 2025: 8. Mai: Kardinal Robert Francis Prevost wird zum Papst Leo XIV. gewählt.

### Musik

#### 2020

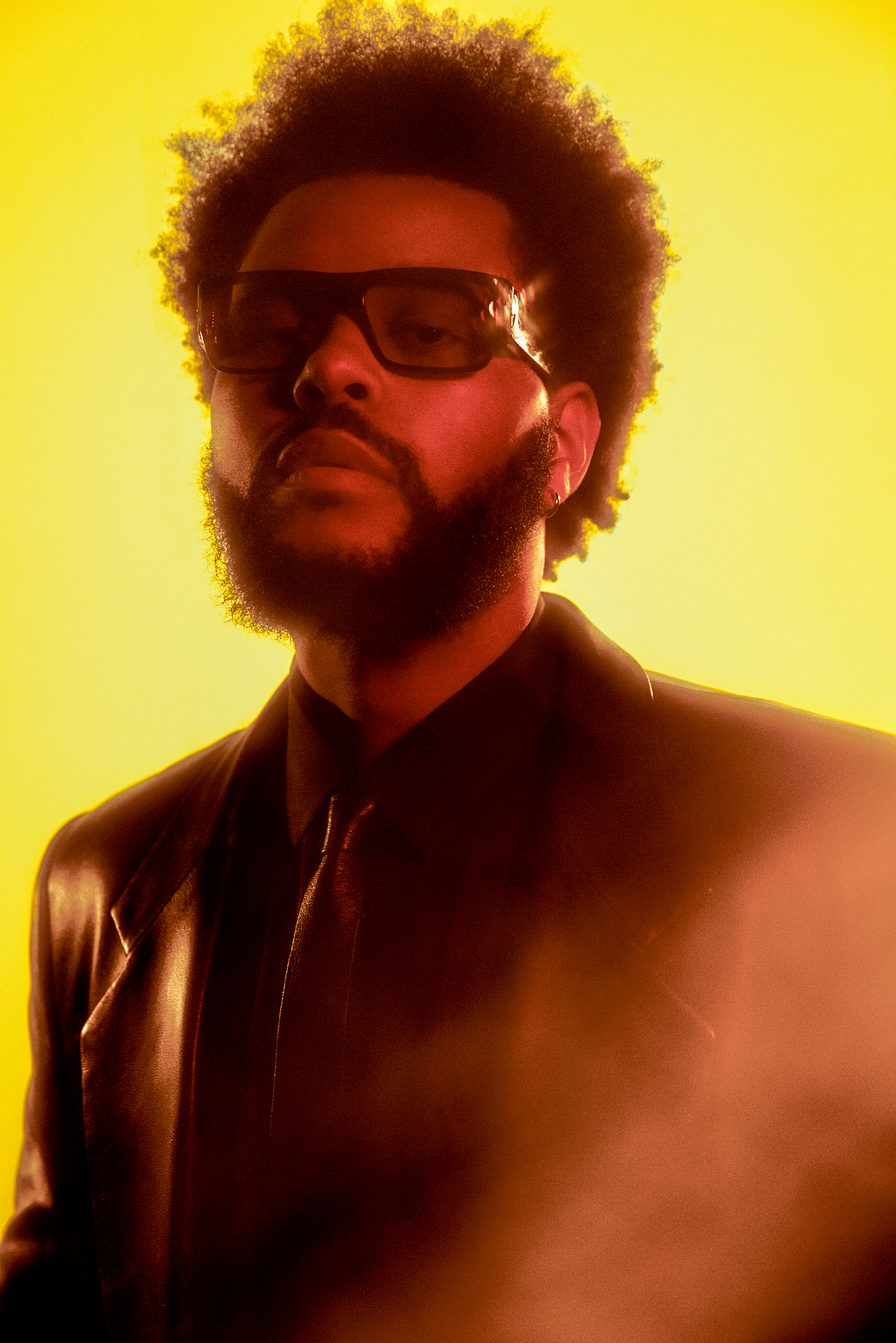
The Weeknd landet 2022 mit Blinding Lights einen weltweiten Millionseller

- 17. Januar: Eminem – Music to Be Murdered By
- 20. März: The Weeknd – After Hours
- 29. Mai: Lady Gaga – Chromatica
- 23. Oktober: Bruce Springsteen – Letter to You
- 13. November: AC/DC – Power Up

#### 2021
- 29. Januar: Billie Eilish – Happier Than Ever
- 10. September: Kacey Musgraves – Star-Crossed
- 29. Oktober: Ed Sheeran – Equals (=)
- 19. November: Adele – 30
- 3. Dezember: Taylor Swift – Red (Taylor’s Version)

#### 2022
- 21. Januar: The Weeknd – Dawn FM
- 20. Mai: Harry Styles – Harry’s House
- 21. Oktober: Taylor Swift – Midnights

#### 2023

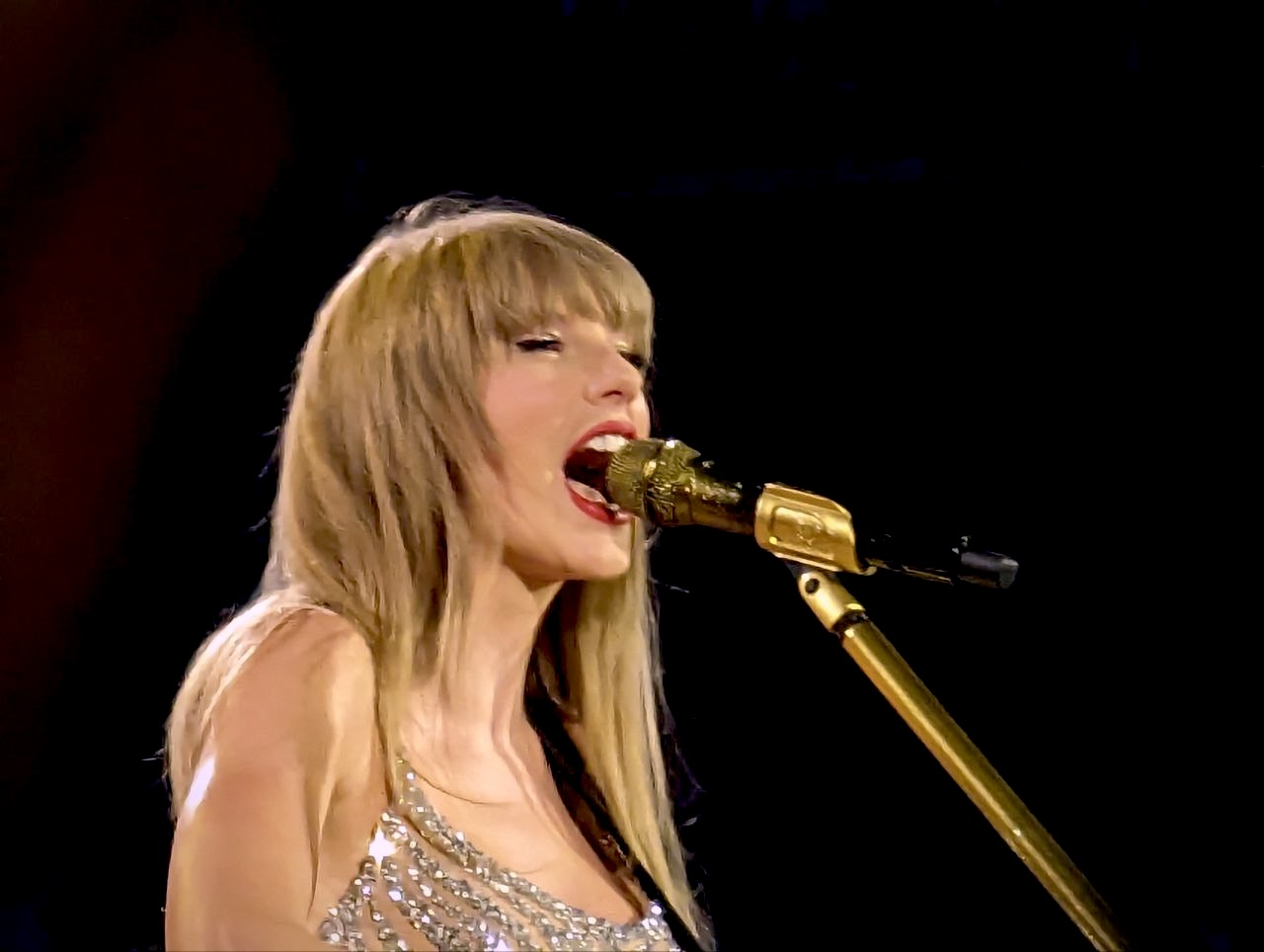
Taylor Swift erzielt mit ihrer "Eras-Tour" Milliarden-Umsätze

- 17. März: Miley Cyrus – Endless Summer Vacation
- 28. Juli: Travis Scott – Utopia
- 27. Oktober: Taylor Swift – 1989 (Taylor’s Version).
- 8. Dezember: Nicki Minaj – Pink Friday 2

#### 2024
- 29. März: Beyoncé – Cowboy Carter

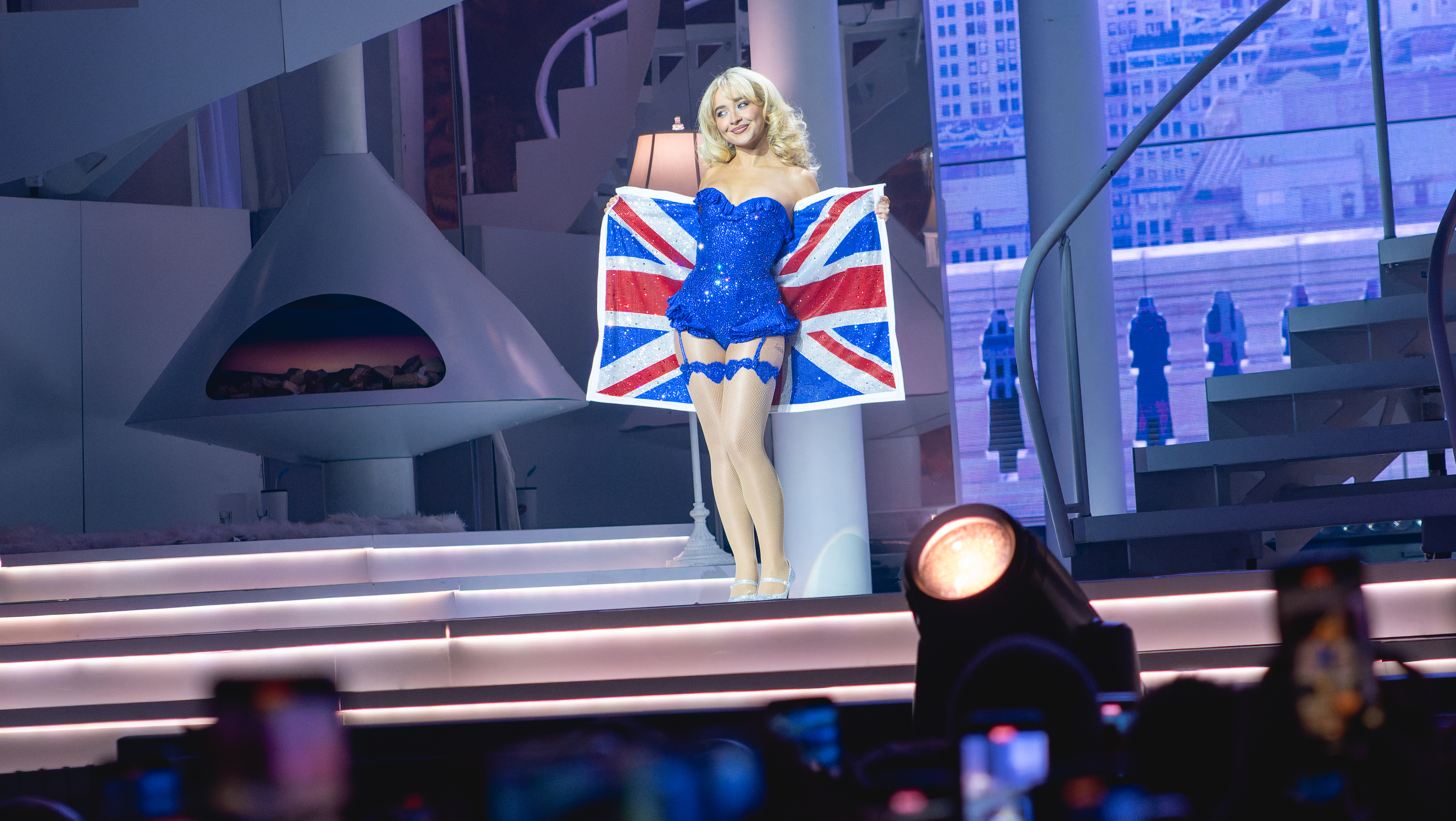
Sabrina Carpenter feiert 2024 mit ihrem sechsten Studioalbum Short n’ Sweet ihren endgültigen Durchbruch

- 19. April: Taylor Swift – The Tortured Poets Department
- 17. Mai: Billie Eilish – Hit Me Hard and Soft
- 7. Juni: Charli XCX – Brat
- 6. September: Linkin Park – From Zero

#### 2025
- 5. Januar: Bad Bunny – Debí tirar más fotos
- 24. Januar: The Weeknd – Hurry Up Tomorrow
- 21. Februar: Tate McRae – So Close to What
- 7. März: Lady Gaga – Mayhem
- 14. März: Playboi Carti – Music

### Kultur
- 2020: Kulturhauptstadt Europas: Galway (Irland) und Rijeka (Kroatien)
- 2021: Kulturhauptstadt Europas: Timișoara (Rumänien), Eleusis (Griechenland), Novi Sad (Serbien)
- 2022: Kulturhauptstadt Europas: Esch an der Alzette (Luxemburg), Kaunas (Litauen)
- 2022: documenta fifteen in Kassel
- 2022: Vom PEN-Zentrum Deutschland spaltet sich die Konkurrenzvereinigung PEN Berlin ab.
- 2022: Deutschland gibt einen Teil seiner Benin-Bronzen zurück.
- 2023: Kulturhauptstadt Europas: Timisoara (Rumänien), Veszprém (Ungarn), Eleusis (Griechenland)
- 2024: Kulturhauptstadt Europas: Bodø (Norwegen), Bad Ischl (Österreich), Tartu (Estland)
- 2025: Kulturhauptstadt Europas: Chemnitz (Deutschland), Nova Gorica (Slowenien)

#### Oscar-Gewinner
- 2020: Parasite
- 2021: Nomadland
- 2022: Coda
- 2023: Everything Everywhere All at Once
- 2024: Oppenheimer
- 2025: Anora

#### Goldene Palme bei den Filmfestspielen von Cannes
- 2020: Verleihung abgesagt
- 2021: Titane
- 2022: Triangle of Sadness
- 2023: Anatomie eines Falls
- 2024: Anora
- 2025: It Was Just an Accident

### Sport
- 2021: Fußball-Europameisterschaft 2021 in verschiedenen europäischen Ländern (Europameister: Italien)
- 2021: Olympische Sommerspiele 2020 in Tokio
- 2022: 33. Fußball-Afrikameisterschaft in Kamerun (Afrikameister: Senegal)
- 2022: Fußball-Weltmeisterschaft 2022 in Katar (Weltmeister: Argentinien)
- 2022: Olympische Winterspiele 2022 in Peking
- 2024: Olympische Sommerspiele 2024 in Paris
- 2024: Fußball-Europameisterschaft 2024 in Deutschland (Europameister: Spanien)
- 2026: Olympische Winterspiele 2026 in Mailand und Cortina d’Ampezzo
- 2026: Fußball-Weltmeisterschaft 2026 in Kanada, Mexiko und den USA
- 2028: Fußball-Europameisterschaft 2028
- 2028: Olympische Sommerspiele 2028 in Los Angeles

## Astronomische Ereignisse (teilweise voraussichtlich)
- 14. Dezember 2020: Totale Sonnenfinsternis. Sichtbar im Pazifik, Chile, Argentinien und im Südatlantik.
- 12. August 2026: Totale Sonnenfinsternis über Nord- und Mitteleuropa sowie Sibirien.
- 2029: Die Raumsonde New Horizons der NASA verlässt voraussichtlich das Sonnensystem.
- 2029: Der Asteroid (99942) Apophis passiert die Erde in kurzer Distanz.

## Jahrestage
- 25. März 2021: 200. Jahrestag des Beginns der griechischen Revolution mit dem Ziel eines freien und souveränen Griechenlands.
- 22. April 2024: 300. Geburtstag des deutschen und Königsberger Philosophen Immanuel Kant.
- 3. Juni 2024: 100. Todestag von Franz Kafka.
- 4. Juli 2026: 250 Jahre Unabhängigkeitserklärung der Vereinigten Staaten von Amerika vom Königreich Großbritannien.
- 20. Oktober 2027: 200. Jahrestag der Schlacht von Navarino.
- 28. Januar 2028: 700. Todestag von Meister Eckhart.
- 25. Oktober 2029: 100. Jahrestag des Beginns der Weltwirtschaftskrise.